# Andrew Hay (Steuermann)
Andrew „Andy“ Gerald Ogilvie Hay (* 18. Februar 1964 in Auckland, Neuseeland) ist ein ehemaliger neuseeländischer Steuermann im Rudern, der 1982 und 1983 Weltmeister im Achter wurde.

## Leben
Der 1,63 Meter große Andrew Hay war 1982 Mitglied des neuseeländischen Achters, der bei den Weltmeisterschaften in Luzern den Titel vor den Booten aus der DDR und aus der Sowjetunion gewann. Im Jahr darauf erkämpfte der neuseeländische Achter unter Trainer Harry Mahon den Titel bei den Weltmeisterschaften in Duisburg vor den Booten aus der DDR und aus Australien. Bei den Olympischen Spielen 1984 siegten die Kanadier vor dem US-Achter, die Neuseeländer kamen sieben Zehntelsekunden hinter den Australiern als Vierte ins Ziel.
1986 belegte der neuseeländische Achter den dritten Platz bei den Commonwealth Games in Edinburgh. Drei Wochen später gewann der Achter das B-Finale bei den Weltmeisterschaften in Nottingham.